# Hayden, Arizona
Hayden je gradić u američkoj saveznoj državi Arizona. Smješten je na granici dva okruga, pa teritorijalno pripada okruzima Pinal i Gila. Prema popisu stanovništva iz 2010. u njemu je živjelo 662 stanovnika.